# Anapskaja
Anapskaja (ros. Анапская) – stanica w Rosji, w Kraju Krasnodarskim, przy mieście Anapa.
Według danych z 2002 miejscowość zamieszkują głównie Rosjanie (72,8%) i Ormianie (12,8%).